# Jesús García Burillo
Jesús García Burillo (Alfamén, Zaragoza, 28 de mayo de 1942) es un obispo católico español, emérito de la Diócesis de Ávila, de la que fue residencial (2003-2018). Además fue administrador apostólico de la Diócesis de Ciudad Rodrigo (2019-2021) y desde el 5 de octubre de 2022 es administrador diocesano de Ávila. También fue gran canciller de la Universidad Católica de Ávila.

## Biografía
Es natural de la pequeña localidad de Alfamén, (provincia de Zaragoza). Allí nació el 28 de mayo de 1942. Desde joven tuvo una clara y doble vocación: la del sacerdocio y la de la enseñanza. 
Estudió Magisterio, e incluso llegó a realizar unas oposiciones para maestro. Poco después, comienza sus estudios eclesiásticos en Valladolid, ciudad a la que se trasladó muy joven. En el seminario vallisoletano estudia Filosofía, y años más tarde se traslada a Madrid, donde se licencia en Teología por la Universidad Pontificia de Comillas (1970).
En la misma Universidad de Comillas obtuvo años después el doctorado en Teología Bíblica con la tesis titulada "El ciento por uno. Historia de las interpretaciones y exégesis" (1977).

### Sacerdocio
Fue ordenado sacerdote en Valladolid, el 25 de julio de 1971, incardinándose poco después en la Archidiócesis de Madrid.
Su tarea pastoral se centró en sus primeros años de sacerdocio en el mundo de la enseñanza. Entre 1962 y 1964 ejerció como profesor de EGB. De 1964 a 1966 fue director de la Residencia Divino Maestro, de Valladolid. En ese último año, fue nombrado coordinador del movimiento "Ekumene" en Andalucía, y director de la revista que lleva el mismo nombre. Unos puestos que mantuvo hasta su ordenación en 1971. Durante dos años (de 1972 a 1974) fue profesor titular en el Estudio Agustiniano, en Valladolid. Una actividad algo más diferente fue la que desempeñó entre 1974 y 1976: durante ese tiempo, fue colaborador del CSIC.
Continuando en Valladolid, entre 1971 y 1975 ejerció como capellán en la Residencia Universitaria Torrecilla. Dos años después, se trasladó a Madrid para ejercer como profesor del Instituto de Teología a Distancia, cargo que desempeñó durante 21 años, hasta que es nombrado obispo en 1998. Durante ese tiempo, también ejerció como profesor de Radio ECCA (de 1977 a 1980), y como coadjutor de la parroquia de San Andrés de Villaverde (Madrid) entre 1977 y 1979. Desde ese año y hasta 1985, desempeñó el cargo de secretario general de la Vicaría III en la Archidiócesis de Madrid. De 1985 a 1996, fue vicario episcopal de esa misma Vicaría III, y desde entonces y hasta 1998, vicario episcopal de la Vicaría VIII.

### Episcopado
El 19 de junio de 1998, fue nombrado obispo titular de Basti y auxiliar de Orihuela-Alicante. En Alicante recibiría la ordenación episcopal el 19 de septiembre de ese mismo año. El 9 de enero de 2003, el papa Juan Pablo II lo nombró obispo de la diócesis de Ávila, sucediendo en el cargo a monseñor Adolfo González Montes.. Su toma de posesión de esta diócesis tuvo lugar el 23 de febrero de ese mismo año, en una multitudinaria ceremonia en la catedral del Salvador. Desde ese momento, asumió también el cargo de gran canciller de la Universidad Católica de Ávila. El último nombramiento pastoral como obispo de esta diócesis de Ávila lo recibió en 2013, cuando lo nombraron presidente de la Fundación Las Edades del Hombre.
El 8 de junio de 2008, coincidiendo con la campaña de la Declaración de la Renta, dirigió una carta pastoral titulada "Obispos mileuristas" a sus diocesanos, que cosechó una amplia difusión en los medios de comunicación. En ella afirmaba que no es “descabellado” afirmar que los prelados pueden ser considerados “mileuristas”.
El 24 de mayo de 2012 el papa Benedicto XVI, gracias a la petición de monseñor Jesús, concedió un Año Jubilar por el 450 aniversario de la fundación del monasterio de San José por Santa Teresa. Esa sería la primera de las 16 fundaciones que llevaría a cabo la santa en 20 años. Así mismo el 16 de julio de 2012, el Santo Padre envió por medio del monseñor Jesús, un mensaje a la Diócesis de Ávila con motivo de esta efeméride.
El 28 de mayo de 2017 cumplió 75 años, de manera que presentó su renuncia a la diócesis abulense, en arreglo a la normativa de la Iglesia Católica. Su renuncia fue aceptada por Su Santidad el Papa pocas semanas después de clausurar el I Año Jubilar Teresiano, de manera que el 6 de noviembre de 2018 pasó a ser administrador apostólico de la Diócesis hasta la ordenación episcopal de su sucesor, el obispo electo José María Gil Tamayo, prevista para el 15 de diciembre.
El 16 de enero de 2019 el papa Francisco, lo nombró administrador apostólico sede vacante de la diócesis de Ciudad Rodrigo, cargo que desempeñó hasta el 8 de enero de 2022.
El 5 de octubre de 2022 fue elegido administrador diocesano sede vacante de la diócesis de Ávila.

## Cargos en la CEE
En la Conferencia Episcopal Española ha sido miembro de las siguientes Comisiones:
- Comisión de Relaciones Interconfesionales (entre 1999 y 2005).
- Comisión de Pastoral (de 1999 a 2002).
- Comisión para el Clero (entre 2005 y 2008).
- Comisión Episcopal para la Doctrina de la Fe (de 2008 a 2011)
- Comisión Episcopal para la Vida Consagrada (entre 2008 y 2011)
- Presidente de la Comisión Episcopal para el Patrimonio Cultural, formando parte así de la Comisión Permanente de la CEE (entre 2009 y 2017)[8]
- Junta Episcopal y de la Comisión Nacional para la conmemoración del V Centenario del nacimiento de Santa Teresa de Jesús (desde 2013).

## Obras
- Catequesis de Primera Comunión, en colaboración (Studio, Madrid, 1968).
- El ciento por uno. Historia de las interpretaciones y exégesis, tesis doctoral (CSIC, 1977).
- Diversas colaboraciones en el Departamento de Producción del IITD (1977 - 1998).
- ¡Somos una familia! Carta Pastoral (Ávila, 2003).
- El ministerio sacerdotal en circunstancias azarosas. Carta Pastoral (Ávila, 2005).
- La Luz Brilla en la Tiniebla. Carta Pastoral sobre las dificultades de la fe cristiana ante el secularismo de la sociedad (Ávila, 2006).
- ¡Dadle vosotros de comer! Carta Pastoral con ocasión del nuevo Plan Diocesano para el cuatrienio 2007-2011 (Ávila, 2007).
- Vasco de Quiroga (Madrigal de las Altas Torres, ca. 1470 – Michoacán, 1565). Carta Pastoral con motivo del 444 aniversario del dies natalis del siervo de Dios Vasco de Quiroga (Ávila, 2009).
- ¡Dejaos conquistar por Cristo! Carta Pastoral a los Sacerdotes a partir del Mensaje de los Obispos españoles en el Año Sacerdotal (Ávila, 2010).
- Arraigados y edificados en Cristo. Firmes en la fe. Carta Pastoral ante la próxima Jornada Mundial de la Juventud 2011 de Madrid (Ávila, 2011).
- 450 años de la Fundación de San José de Ávila y la reforma del Carmelo por Santa Teresa de Jesús. Carta Pastoral (Ávila, 2012).
- Reforma de santa Teresa y nueva evangelización. Carta Pastoral (Ávila, 2013).
- ¡Ya es tiempo de caminar! Carta Pastoral (Ávila, 2014).
- Cartas semanales emitidas en COPE Ávila y publicadas en “Camino de Iglesia” (Hoja diocesana de Ávila), en la web de la diócesis y en Diario de Ávila.